# Molí d'en Cabot
Molí d'en Cabot és una obra de Sant Andreu de Llavaneres (Maresme) protegida com a Bé Cultural d'Interès Local.

## Descripció
Edifici actualment en ruïnes del qual en queden les parets, la porta i alguns elements com la bassa, el pou o carcabà. És l'únic que queda de 5 molins fariners que havia arribat a tenir Sant Andreu de Llavaneres tots ells situats a la línia hidrogràfica de la riera de can Cabot de Munt.
(Text procedent del POUM)